# "R" Device

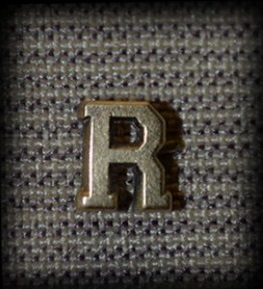
L'insigne "R" device

Le "R" Device (dispositif "R") est une distinction créée par les Forces armées des États-Unis, un R avec empattements miniature en bronze qui peut être apposée sur les récompenses pour performances hors combat, a été créée pour indiquer qu'une récompense a été obtenue pour l'utilisation directe d'un système d'arme ayant un impact direct et immédiat sur un combat ou une opération militaire.
Ces actions peuvent être réalisées dans n'importe quel domaine, mais ne doivent pas exposer l'individu à une action hostile personnelle, ou le placer dans une situation de risque important d'exposition à une action hostile lorsqu'il est engagé dans des opérations militaires contre un ennemi des États-Unis, ou impliqué dans un conflit contre une force étrangère opposée, ou lorsqu'il sert avec des forces étrangères amies engagées dans des opérations militaires avec une force armée opposée dans laquelle les États-Unis ne sont pas une partie agressive.
"Les aviateurs affectés aux opérations cybernétiques et les opérateurs de renseignement, de surveillance et de reconnaissance sont des exemples de personnes pouvant bénéficier du dispositif "R"", a déclaré le lieutenant général Gina Grosso, chef d'état-major adjoint pour les effectifs, le personnel et les services. "Ces membres créent des effets de combat directs qui conduisent à des résultats stratégiques et délivrent une force létale, tout en étant physiquement situés en dehors de la zone de combat".

## Insigne
Le 2 février 2017, de nouveaux insignes en forme de " R" plaqués argent et plaqués or ont été introduits, suivis par des versions avec couronne en septembre comme suit:

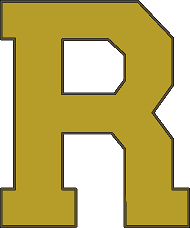
Insigne "R" en bronze pour la première récompense
- Insigne "R" d'argent pour la deuxième récompense
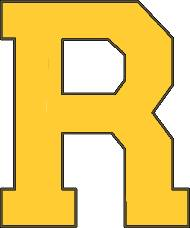
Insigne "R" en or pour la troisième récompense (dispositif standard pour l'US Navy et l'US Marine Corps avant décembre 2016)
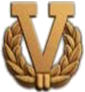
Insigne "R" en bronze avec couronne pour la quatrième récompense
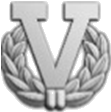
Insigne "R" en argent avec couronne pour la cinquième récompense
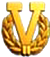
Insigne "R" en or avec couronne pour six récompenses ou plus

## Port de l'insigne
Les instructions relatives au port de l'insigne "R" s'inspire largement des instructions similaires relatives au port de l'insigne "V"
L'insigne "R" est de la même couleur, de la même taille et de la même police que le insigne "V". la récompense la plus courante avec laquelle le C et sera porté est probablement la Army Commendation Medal (ARCOM), mais il en existe d'autres:
- Legion of Merit.
- Meritorious Service Medal.
- Army Achievement Medal.

Si l'on prend l'exemple de la Army Commendation Medal, si trois ARCOM ont été décernés, ce ruban contiendra 2 feuilles de chêne. Si un ou plusieurs de ces ARCOM ont été décernés avec un dispositif C, un seul dispositif C sera porté sur le côté intérieur des grappes de feuilles de chêne les plus proches du cœur, a-t-il expliqué.
Dans le même exemple, si un autre ARCOM était décoré d'un V ou d'un R, un seul de chaque dispositif serait porté. Le V a la plus haute priorité, suivi du C et du R. Un soldat ne peut pas recevoir plusieurs décorations pour le même service ou la même réalisation. Si un soldat reçoit un ARCOM pour un acte de bravoure contre un ennemi armé, il ne reçoit que l'insigne V, même si la bravoure s'est manifestement produite dans des conditions de combat.